# Steinhaus, Wels-Land
Steinhaus là một đô thị thuộc huyện Wels-Land thuộc bang Oberösterreich, Áo. Đô thị Steinhaus, Wels-Land có diện tích 25 km², dân số thời điểm năm 2006 là 1825 người.
Bản mẫu:Wels-Land